# Aufstand in Sidi Hakim
Aufstand in Sidi Hakim (Originaltitel: Gunga Din) ist ein US-amerikanischer Abenteuerfilm des Regisseurs George Stevens aus dem Jahr 1939, der auf dem Gedicht Gunga Din von Rudyard Kipling beruht. Das Gedicht wurde von Ben Hecht und Charles MacArthur zu einer Geschichte umgeschrieben.

## Handlung
Nordwest-Indien um 1882: Das britische Fort Muri hat mitten in einer telegrafischen Mitteilung den Kontakt zum Außenposten Tandipur verloren. Colonel Weed entsendet einen kleinen Trupp der britischen Armee zum Sondieren der Lage. Die Truppe wird von drei Sergeants geleitet, MacChesney, Cutter und Ballantine. Die drei sind schon lange befreundet und ihren Vorgesetzten ein Dorn im Auge. Aber für eine solche Mission mit nur wenigen Leuten in einem Kampfgebiet sind sie die besten. Ein Wasserträger namens Gunga Din begleitet die Truppe und kümmert sich auch um verletzte Soldaten. Gunga Din möchte sein Sklavendasein hinter sich lassen und Soldat Ihrer Majestät der Königin werden.
Die Truppe findet den Außenposten verlassen vor. Die ganze Sache erscheint ihnen verdächtig, denn sie finden kalten Tee und Essen auf den Tischen vor, das nicht angerührt wurde. Ballantine trifft auf eine Gruppe von Männern, die sich in einem Hinterzimmer eines Hauses herumdrückt. Als er sie verhaften will, versucht einer von ihnen Ballantine zu erwürgen. Mit Hilfe von MacChesney und Cutter können die Inder überwältigt werden. Der Anführer der Gruppe macht aber deutlich, dass die Briten umzingelt sind. Die Soldaten kämpfen sich aber aus der Falle heraus und kehren nach Muri zurück, abgekämpft und ohne Waffen. Sie bringen eine Spitzhacke mit, die Colonel Weed als Waffe der Thuggee identifiziert.
Ballantine hat nur noch wenige Tage bei der Truppe zu dienen. Er plant, Emmy Stebbins zu heiraten und ins Teegeschäft einzusteigen. Seine beiden Kameraden und besten Freunde MacChesney und Cutter sind gegen die Hochzeit. Als Cutter den Thuggee in die Hände fällt, tritt Ballantine wieder in die Armee ein, doch behält er die Eintrittserklärung bei sich, da er nur seinen Freund retten, aber danach in das Zivilleben zurückkehren will. MacChesney versucht im Folgenden an das Papier zu kommen, das Ballantine für weitere neun Jahre an die Armee binden und damit die Hochzeit verhindern würde.
Die Truppe kehrt zum Außenposten zurück. Nach einigen Kämpfen und riskanten Situationen werden auch MacChesney, Ballantine und Gunga Din von den Thugs gefangen genommen. Ihr fanatischer Anführer erzählt ihnen von seinen Eroberungsplänen und zwingt sie dabei zuzusehen, wie die britischen Truppen in einen Hinterhalt geführt werden. Der getreue Gunga Din, obwohl durch einen Bajonettstoß verwundet, schafft es mit letzter Kraft, das Dach des Thugs-Tempels zu erklettern. Mithilfe der Trompete eines toten Soldaten kann er die Briten warnen, bevor er von den Thugs erschossen wird. Die britischen Truppen können sich rechtzeitig umgruppieren, der Falle entgehen und besiegen die Thugs. Bei der Begräbniszeremonie wird Gunga Din vom Colonel posthum zu einem Soldaten („Corporal“) der britischen Krone befördert.

## Hintergrund
Regisseur George Stevens war der Ersatz für Howard Hawks, der ursprünglich den Film drehen sollte. Doch sein vorheriger Film Leoparden küßt man nicht war ein Flop, darum wurde er gefeuert. Die Dreharbeiten fanden in Kalifornien und Arizona statt. Mit 1,9 Millionen US-Dollar war der Film das bis dahin teuerste Projekt des Produktionsstudios RKO und war nach Vom Winde verweht der zweiterfolgreichste Film des Jahres 1939.
Ein im Wilden Westen angelegtes Remake entstand 1962 unter der Regie von John Sturges. In der Westernkomödie Die siegreichen Drei spielten Frank Sinatra, Dean Martin, Peter Lawford und Sammy Davis jr. die Hauptrollen.

## Kritiken
Der film-dienst bezeichnete den Film als „Abenteuerspektakel in völlig unrealistischem Kolonialmilieu, aber mit Ironie und vielgerühmten Actionszenen“. Für Cinema handelte es sich gar um den „Prototypen des rasanten, unterhaltsamen Abenteuerspektakels“.

## Auszeichnungen
Der Film erhielt 1940 eine Oscar-Nominierung in der Kategorie Beste Kamera. Im Jahr 1999 wurde er ins National Film Registry des National Film Preservation Board aufgenommen.

## Synchronisation
Die deutsche Synchronfassung entstand 1951 bei der RKO Synchron Abteilung Berlin.
| Rolle                          | Darsteller            | Synchronsprecher |
| ------------------------------ | --------------------- | ---------------- |
| Sgt. Archibald Cutter          | Cary Grant            | Wolfgang Lukschy |
| Sgt. Thomas „Tommy“ Ballantine | Douglas Fairbanks jr. | Peter Petersz    |
| Sgt. MacChesney                | Victor McLaglen       | Eduard Wandrey   |
| Gunga Din                      | Sam Jaffe             | Walter Bluhm     |
| Thugs-Anführer                 | Eduardo Ciannelli     | Alfred Balthoff  |
| Chota                          | Abner Biberman        | Werner Peters    |